# Cortès, le conquérant de l'Eldorado
Pour les articles homonymes, voir Eldorado (homonymie).
Cortès, le conquérant de l'Eldorado est un roman historique écrit par Roger Vailland, qui paraît d'abord sous forme de feuilleton en 1941 dans le journal Paris-Soir où Vailland est alors journaliste.

## Présentation
Cortès, le conquérant de l'Eldorado est un roman historique qui a pour cadre la conquête du Mexique par le conquistador Hernán Cortès.
Au-delà de la trame narrative suivie par Vailland, comme écrit Jean Sénégas dans sa préface, « la redécouverte de ce livre, à la veille du cinquième centenaire de 1492, éclaire d'un jour nouveau l'état d'esprit de Roger Vailland pendant la guerre » et plus précisément au tout début de la guerre, quand il n'a pris encore aucune décision sur sa conduite dans l'évolution du conflit et son engagement dans un mouvement de résistance.
Il semble bien que Vailland ait laissé dans l'oubli ce roman, contrairement à Un homme du peuple sous la Révolution, récit historique paru lui aussi en feuilleton dans le journal Le Peuple en 1937 et dont Vailland a autorisé l'édition sous forme de livre en 1947. À priori, « Cortès, le conquérant de l'Eldorado, paru du 10 novembre au 24 décembre 1941 dans Paris-Soir, zone sud, en un temps de censure vichyste et... d'auto-censure, ne méritait pas tant d'honneur. » Au moment où la France sombre dans la défaite militaire, Vailland prend ses distances avec le journalisme, se prépare à diriger une collection d'ouvrages que lui confie l'éditeur Léon Pierre-Quint,
La censure justement oblige les auteurs  à recourir à des métaphores, celle de la guerre, des massacres, d'une cruauté sans mesure qu'on trouve déjà dans les années trente par exemple dans le manifeste du Théâtre de la Cruauté de Antonin Artaud, qui écrit  en 1932 : « Sans un élément de cruauté à la base de tout spectacle, le théâtre n'est pas possible. Dans l'état de dégénérescence où nous sommes c'est par la peau qu'on fera rentrer la métaphysique dans les esprits.» Vailland y voit comme écrit Jean Sénégas, « une histoire qui ne serait qu'une longue répétition d'holocaustes », des guerres coloniales à la guerre civile espagnole.

## Édition et bibliographie
- Cortès, le conquérant de l'Eldorado, paraît d'abord en feuilleton en 1941 puis paraît aux éditions Paris Messidor, 215 pages, 1992
- Une vie romancée de Cortès, Jean Sénégas, article paru dans Le Magazine Littéraire, décembre 1991